# 도리스 레싱

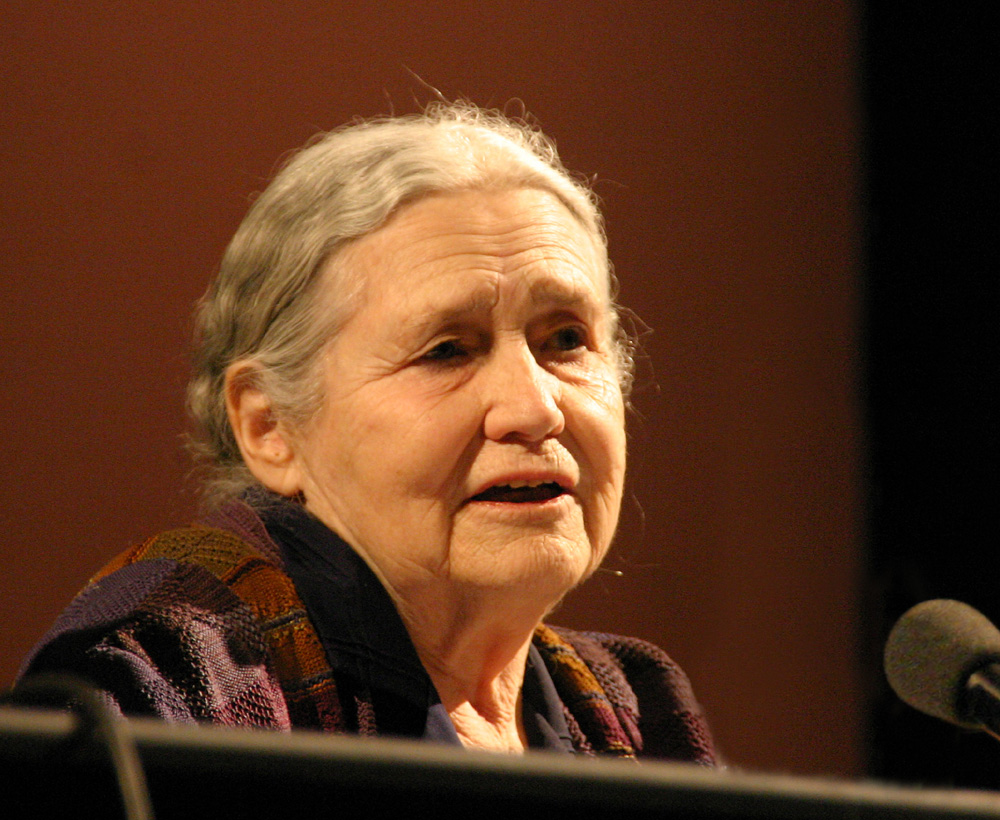
도리스 레싱 (2006년)

도리스 레싱(Doris Lessing, CH, 본명: 3도리스 메이 테일러(Doris May Tayler), 1919년 10월 22일 ~ 2013년 11월 17일)은 이란에서 태어난 영국의 작가로, 2007년 노벨 문학상 수상자이다.
1919년 이란의 케르만샤에서 태어났다. 레싱의 가족은 1925년 영국 식민지인 남부 로디지아(지금의 짐바브웨)로 이사해 옥수수농장을 했다. 하지만 땅을 가꾸는 것이 쉽지만은 않았다. 가족이 가톨릭 신자는 아니었으나 레싱은 가톨릭 여학교를 다녔고, 15살 이후는 학교를 떠나 독학을 했다. 이런 어렵고 고된 유년기에도 불구하고, 레싱의 작품에서 그려진 영국령 아프리카의 삶은 식민지 영국인의 메마른 삶과 원주민의 어려운 삶에 대한 연민으로 채워져 있다.
그는 두 차례 결혼하고 두 차례 이혼했으며, 세 명의 자녀를 두었다. 찰스 위즈덤(Chales Wisdom)과의 첫 결혼 생활은 1939년부터 1943년까지 이어졌다. 후에 동독의 우간다 대사를 지내기도 한 고트프리트 레싱(Gottfried Lessing)과의 결혼 생활은 1945년부터 1949년까지 이어졌다.
첫 소설인 《풀잎은 노래한다》(The Grass Is Singing)는 1950년 런던에서 처음 발표되었고, 2007년에는 역대 최고령의 노벨 문학상 수상자로 결정되었다.
이후 뇌졸중을 앓다가 2013년 11월 17일, 94세로 별세했다.

## 작품
- 《풀잎은 노래한다》(The Grass Is Singing, 1950) 한국어판 ISBN 978-89-374-6167-5
- This Was the Old Chief's Country (collection) (1951)
- Five (short stories) (1953)
- 《폭력의 아이들》시리즈 (1952년~1969):
  - 《마사 퀘스트》(Martha Quest, 1952) 한국어판 ISBN 978-89-374-6162-0
  - Five (short stories) (1953)
  - A Proper Marriage (1954)
  - A Ripple from the Storm (1958)
  - Landlocked (1965)
  - The Four-Gated City (1969)
- Going Home (memoir) (1957)
- The Habit of Loving (collection) (1957)
  - Wine (short story) (1957)
- In Pursuit of the English (nonfiction) (1960)
- 《금색 공책》(The Golden Notebook, 1962)
- A Man and Two Women (collection) (1963)
- African Stories (collection) (1964)
- 고양이 이야기:
  - 《고양이는 정말 별나》(Particularly Cats, stories & nonfiction, 1967)
  - 《고양이는 정말 별나, 특히 루퍼스는…》(Particularly Cats and Rufus the Survivor, 1993) 한국어판 ISBN 89-86834-39-1
  - The Old Age of El Magnifico (stories & nonfiction) (2000)
  - 《고양이에 대하여》(On Cats, 2002) 1967년, 1993년, 2000년 발표한 글을 묶은 산문집 한국어판 ISBN 978-89-349-2999-4
- Briefing for a Descent into Hell (1971)
- The Temptation of Jack Orkney and other Stories (collection) (1972)
- The Summer Before the Dark (1973)
- A Small Personal Voice (Essays) (1974)
- 《생존자의 회고록》(Memoirs of a Survivor, 1974) 한국어판 ISBN 978-89-827-3564-6
- The Canopus in Argos: Archives Series (1979-1983):
  - Shikasta (1979)
  - The Marriages Between Zones Three, Four and Five (1980)
  - The Sirian Experiments (1980)
  - The Making of the Representative for Planet 8 (1982)
  - The Sentimental Agents in the Volyen Empire (1983)
- Stories (collection) (1978)
- Under the pseudonym Jane Somers:
  - The Diary of a Good Neighbour (1983)
  - If the Old Could... (1984)
- The Good Terrorist (1985)
- Prisons We Choose to Live Inside (essays, 1987)
- The Wind Blows Away Our Words (1987)
- 《다섯째 아이》(The Fifth Child, 1988) 한국어판 ISBN 978-89-374-6027-2
- 《런던 스케치》(London Observed: Stories and Sketches, 1992년) 한국어판 ISBN 978-89-374-6082-1
- African Laughter: Four Visits to Zimbabwe (memoir) (1992)
- Conversations (interviews, edited by Earl G. Ingersoll) (1994)
- Lessing's autobiography:
  - Under My Skin: Volume One of My Autobiography, to 1949 (1994)
  - Walking in the Shade: Volume Two of My Autobiography 1949 to 1962 (1997)
- Spies I Have Known (collection) (1995)
- Love, Again (1996)
- The Pit (collection) (1996)
- Mara and Dann (1999)
- Ben, in the World (a sequel to The Fifth Child) ISBN 0-06-093465-4(2000)
- The Sweetest Dream ISBN 0-06-093755-6(2001)
- The Grandmothers : Four Short Novels ISBN 0-06-053010-3(2003)
- The Story of General Dann and Mara's Daughter, Griot and the Snow Dog (a sequel to Mara and Dann) (2005)
- The Cleft (2007)
- 《앨프리드와 에밀리》(Alfred and Emily, 2008) 한국어판 ISBN 978-89-546-9153-6

## 서훈
- 2000년 컴패니언 오브 아너(Order of the Companions of Honour, CH)[1]

## 같이 보기
- 여자 노벨상 수상자 목록